# Ufai vasúti szerencsétlenség
Az ufai vasúti szerencsétlenség, vagy ufai vasúti katasztrófa egy rendkívül súlyos, robbanásos vasúti szerencsétlenség volt 1989. június 4-én a Szovjetunióban, Ufa és Asa városok között, a transzszibériai vasútvonal déli ágán.

## Előzmények
A balesetet kőolaj szállítására szánt, de később cseppfolyós gáz továbbítására áttervezett vezeték sérülése okozta, amely az 1860 km-es Nyugat-Szibéria–Urál–Volgamente-csővezeték része, vegyipari kombinátoknak szállította az alapanyagot. A sínektől pár száz méterre történt a vezeték kilyukadása, amire az ellenőrző ügyeletesek június 3-án este nyolckor figyeltek fel. Csökkent a nyomás, azonban vizsgálat helyett nagyobb teljesítményre kapcsolták a szivattyúkat, hogy fenntartsák a szükséges nyomást – és az átáramló gázmennyiséget. Emiatt még nagyobb erővel árasztotta el a repedésen keresztül a propán-bután gázhoz hasonló „könnyű szénhidrogének széles frakciója” az Ufa és az Asa városok közti uráli völgyet. Egy órával a nyomás fokozása után több értesítést is kaptak, hogy erős gázszag van a környéken, a völgytől nyolc kilométerre lakók is telefonáltak az átható bűz miatt, de nem történt semmiféle intézkedés.
Pár óra alatt a levegőnél nehezebb gáz megállt a völgyben, és a roppant gyúlékony és robbanékony anyag körülvette a közeli síneket is.

## A katasztrófa
Helyi idő szerint éjjel 1:15 perckor következett be a robbanás, amikor két, egymással ellenkező irányban elhaladó vonat éppen elhaladt egymás mellett a völgyben. Mindkét szerelvény igen hosszú volt és tele gyerekekkel, akik a nyugat-szibériai Novoszibirszkből tartottak a Fekete-tenger partján fekvő Szocsi részét képező Adlerre, illetve a másik vonaton az onnan hazatérők utaztak. Valószínűleg egy szikra vezetett a robbanáshoz, amelynek ereje becslések szerint megközelítette a 10 kilotonna TNT-t. Összehasonlításul, a hirosimai atombombát 15 kilotonnásra becsülték. A környező erdők fáit négy kilométeres körzetben döntötte le a hatalmas légnyomás, 13 kilométerrel arrébb is betörte Asa városában a házak ablakait. A robbanás ereje a személyvonatok mindkét mozdonyát, és 38 vagonját egyszerűen lesöpörte a sínekről és lángba borította.
Az Izvesztyija szerint a tűz 1,5–2 km-es fronton égett, csak akkor sikerült a lángokat eloltani a tűzoltóknak a völgyben, amikor már elégett a felhalmozódott gáz, s a fáklyaként égő vezeték is kialudt. A szemtanúk szerint több robbanás is történt, és csak keveseknek sikerült a lángoló vagonokból kimenekülni, mivel a legtöbben aludtak. A túlélők zöme a közeli mocsárban keresett menedéket. Még napokkal a katasztrófa után is találtak a mentőalakulatok súlyosan sérült és halott embereket a környező erdőkben és hegyekben.
Az áldozatok száma nem tisztázott, 575–1000 közötti szám lehet valós. A hivatalos jelentés 575-öt írt, a helyszínen lévő emlékművön 675 név szerepel, míg a nem hivatalos beszámolókban 780 személyt említettek. A sebesültek száma 600 fölött volt.

## Következmények
A katasztrófa hírére Mihail Gorbacsov szovjet elnök országos gyászt rendelt el, elhalasztották a két nappal későbbre tervezett moszkvai Pink Floyd-koncertet is. A helyszínre utazó Gorbacsov nyilatkozata szerint nem lehet szó nélkül hagyni, hogy egymás után ismétlődnek meg az olyan esetek, amelyek emberek életét követelik, s mindegyikben szerepet játszott a felelőtlenség, a szervezetlenség. A Népi Küldöttek Kongresszusán hasonló tartalmú beszédet mondott a láthatóan megrendült szovjet államfő, kihangsúlyozva, hogy a gazdaságban, az élet minden területén rendet, fegyelmet kell teremteni, mert ezek hiánya magát az átalakítási politikát futtathatja zátonyra.

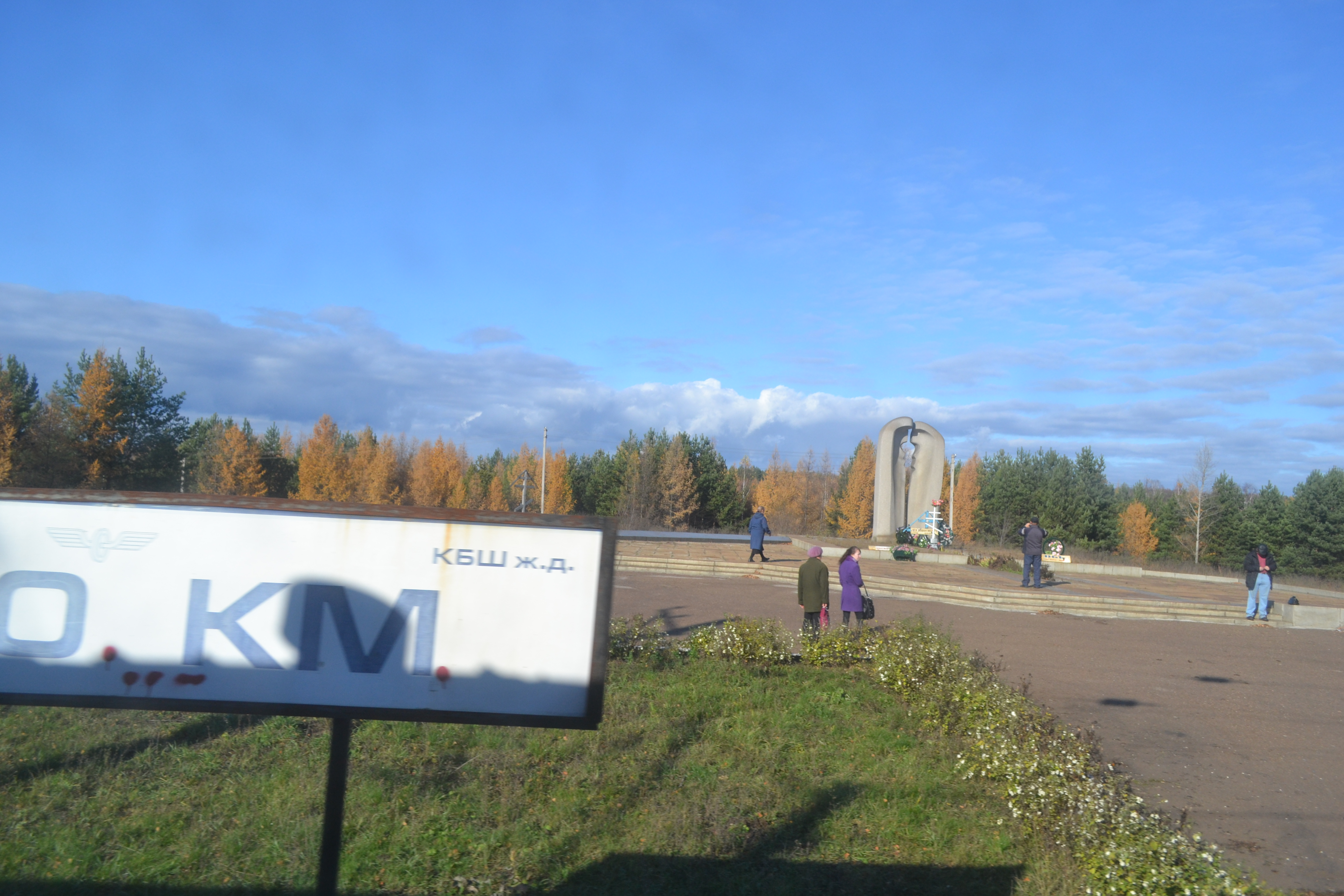
A katasztrófa helyszínén emelt emlékmű 2015-ben. Az emlékmű előtt 327 azonosítatlan áldozat közös urnasírja van